# Talpó
Un talpó (popularment tarpó o taburó) és un petit rosegador semblant a un ratolí però amb el cos més corpulent, la cua peluda i més curta, el cap lleugerament més arrodonit i els ulls i les orelles més petits. Juntament amb els lèmmings i les rates mesqueres, formen la subfamília Arvicolinae.